# Södra Kedums landskommun
Södra Kedums landskommun var en tidigare kommun i dåvarande Skaraborgs län.

## Administrativ historik
Kommunen inrättades i Södra Kedums socken i Barne härad i Västergötland när 1862 års kommunalförordningar trädde i kraft. Namnet var före 1 april 1885 Kedums landskommun. 
Vid kommunreformen 1952 uppgick landskommunen i Ryda landskommun som 1967 uppgick i Vara köping som 1971 ombildades till Vara kommun.

## Politik

### Mandatfördelning i Södra Kedums landskommun 1946
| 3 | 13 |

| 16 |